# Rosario (Agusan del Sur)
Rosario ist eine philippinische Stadtgemeinde in der Provinz Agusan del Sur. Sie hat 46.683 Einwohner (Zensus 1. August 2015).

## Baranggays
Rosario ist politisch unterteilt in 15 Baranggays.
- Bayugan
- Cabantao
- Cabawan
- Marfil
- Novele
- Poblacion
- Santa Cruz
- Tagbayagan
- Wasi-an
- Libuac
- Maligaya
- Maasin
- San Jose
- Lambon
- Malinao